# Contea di Camden (Georgia)
La contea di Camden (in inglese Camden County) è una contea dello Stato della Georgia, negli Stati Uniti. La popolazione al censimento del 2000 era di 43 664 abitanti. Il capoluogo di contea è Woodbine.